# کانن کریک، ویکتوریا
کانن کریک (به انگلیسی: Cannons Creek) یک شهرک در استرالیا است که در ویکتوریا (استرالیا) واقع شده‌است.